# Distretto di Sarıyer
Sarıyer è un distretto e un comune soggetto al comune metropolitano di Istanbul. È situato sulla parte europea della città.
Ci sono spiagge speciali per donne a Sarıyer. Uno di questi è Sarıyer Altınkum Beach e l'altro è Menekse Women's Beach.